# Jacques Paillard
Pour les articles homonymes, voir Paillard.
Jacques Paillard est un neurophysiologiste français, né à Nemours le 5 mars 1920 et mort le 26 juillet 2006.

## Biographie
Son père était instituteur. Après des études secondaires au lycée Lakanal à Sceaux, il entre au Lycée Saint-Louis à Paris en 1938. Prisonnier de guerre en 1940, il s'évade en 1944. Ayant réussi d'abord le concours d'élève-conseiller à l'Institut national d'orientation professionnelle (INOP), il croise le chemin d'Alfred Fessard et Henri Piéron. Il obtient un diplôme de conseiller d'orientation et de psychologie appliquée en 1947. Il obtient un poste au CNRS, à l'Institut Marey.
Il soutient sa thèse le 24 mai 1955, et est nommé assistant de psychophysiologie à la Sorbonne, puis maître-assistant à Marseille en 1957. Il crée l'Institut de neurophysiologie et de psychophysiologie (INP) du CNRS. 
Jacques Paillard a développé une ligne de recherche importante sur les mécanismes utilisés par le système nerveux pour réaliser des gestes.

## Publications (sélection)
- Paillard J (1982) Apraxia and the neurophysiology of motor control. Philos Trans R Soc Lond B Biol Sci. 298:111-134.
- Paillard J, Michel F, Stelmach G (1983) Localization without content. A tactile analogue of 'blind sight'. Arch Neurol. 40:548-551.
- Brain and space, ed. Jacques Paillard (Oxford : Oxford University Press, 1991)  (ISBN 0-19-854284-4)
- Lajoie Y, Paillard J, Teasdale N, Bard C, Fleury M, Forget R, Lamarre Y (1992) Mirror drawing in a deafferented patient and normal subjects: visuoproprioceptive conflict. Neurology 42:1104-1106.
- Blouin J, Bard C, Teasdale N, Paillard J, Fleury M, Forget R, Lamarre Y (1993) Reference systems for coding spatial information in normal subjects and a deafferented patient. Experimental Brain Research 93: 324-332
- Blouin J, Vercher J-L, Gauthier GM, Paillard J, Bard C, Lamarre Y (1995) Perception of passive whole-body rotation in the absence of neck and body proprioception. Journal of Neurophysiology 74: 2216-2219
- Paillard J. (1996) Fast and slow feedback loops for the visual correction of spatial errors in a pointing task: a reappraisal. Can J Physiol Pharmacol 74:401-417
- Farrer C, Franck N, Paillard J, Jeannerod M. (2003) The role of proprioception in action recognition. Conscious Cogn 12(4):609-619.